# 家なき子 (1994年のテレビドラマ)
『家なき子』（いえなきこ）は、1994年と1995年に日本テレビの土曜グランド劇場で制作・放送されたテレビドラマ。また、ドラマのヒットを受けて1994年12月17日には劇場版が公開されている（後節参照）。 
家庭内暴力を受けている小学生の少女が、理不尽な環境の中でも困難に負けずに生きていく様を描いた物語である。
当時12歳だった安達祐実の出世作としても知られている。特に主人公・相沢すずの「同情するなら金をくれ！」という劇中の台詞が、新語・流行語大賞に選ばれるほどのブームとなった。だが、その一方で後述のように過激な暴力・いじめのシーンが批判の対象となり、内容が社会的議論も巻き起こした。また、内藤剛志の強烈でインパクトのある役も話題となり、シリーズ第1作は平均視聴率24.7%、最高視聴率37.2%（最終話）を記録するなど、「土曜ドラマ」枠としては平成初期の最大のヒット作となり、さらにシリーズ第2作も引き続き人気を保ち平均視聴率22.5%、最高視聴率31.5%（最終話）を記録している（関東地区・ビデオリサーチ社調べ）。
テレビ版シリーズ2作と劇場版が製作されており（シリーズ第1作→劇場版→シリーズ第2作の順）、3部作構成となっていた。初期こそエクトール・アンリ・マロの児童文学作品『家なき子』へのオマージュがあったが、シリーズ第2作ではサスペンスやサイコスリラー、教育問題などオリジナル路線を強めていった。
なお、本作は前述の児童文学を同局が制作したアニメシリーズおよび、1974年10月1日〜1975年3月25日（火曜19:00 - 19:30、JST）にTBS系列で放送されていた、坂口良子主演のテレビドラマと直接の関係はなく、内容も別物である。
2023年現在、DVD版・Blu-ray版はリリースされていない。

## 家なき子
1994年4月16日から7月2日まで日本テレビの『土曜グランド劇場』枠（土曜日21:00 - 21:54、JST）で放送された日本のテレビドラマ。

### あらすじ
酒浸りで暴力的な養父、重病で入院中の実母。そして貧しい暮らしを理由に同級生たちから冷たい視線を浴びせられる日々を送っていた相沢すずは、歩み寄ろうとする担任教師の片島智之に反発。同時に母の手術費用を捻出するため、盗みなどに手を染めていく。ある日、一時帰宅をした母に暴力を振るった養父を殺害しようと、自宅アパートに放火するという事件を起こす。以降、すずは波瀾に満ちた人生を歩みながらも、不遇な現実に立ち向かっていく。

### 登場人物

#### 相沢家
相沢 すず（あいざわ すず）〈12〉
演 - 安達祐実
1982年5月生まれ。川崎市立若宮小学校に通う6年生。この作品の主人公。戸籍上では養父である悟志による家庭内暴力と虐待が横行する貧しい家庭で育った為、初期では母以外には心を開かない面があった。優れた絵画の才能は父の悟志から、特殊な血液型（ボンベイブラッド。ドラマ内では「ボンベイプラス」）は母から受け継いでいる。服装は常にオーバーオールを着ており、常に首からガマ口の財布（中身は金銭や裁縫セットが入っている）を下げている。様々な体験を得て本人も知らないうちに成長するものの、その過程で周囲の人間を不本意なうちに不幸へ陥れていく（本人も自覚しており、自身は地獄行きだと語っていた）。好物は卵焼き。
相沢 悟志（あいざわ さとし）〈37〉
演 - 内藤剛志
戸籍上では陽子が再婚である為、すずは継子となっているが、実は血の繋がった父親。画家志望であったが、その類稀な才能を怖れた画壇の陰謀によって画家の道を閉ざされて以来、粗暴な性格に変貌してしまい、飲酒や競馬に興じる等の荒廃した生活を送るようになる。自分を一度捨てた陽子に復讐すべく、改心したように見せかけて復縁後、陽子を昼夜働かせてヒモ生活を送るが、陽子への純粋な思慕の念を捨て切ることはできず、終盤では陽子の体調を気遣う場面も見られる。すずを敵視し、執拗な虐待を行っていたため互いに犬猿の仲であり、愛人を部屋に連れ込んでは、すずに「ビール買って来い」などと煽ったりするシーンがある。アパートへの放火の容疑をかけられ拘置所に収監されている際に、仮病を使って警察病院に搬送される。そこで片島の父親である倉田幸助と出会い、釈放後に片島を強請るようになる。火災後に別居してからもすずとの敵対関係は続いていたが、死に際の陽子から真実を聞かされたことで荒んだ生活から足を洗い、正業に就いて再出発を図る。だがその矢先、それまで父親が起こした殺人事件を元に強請りをかけていた片島に刺される。
相沢 陽子（あいざわ ようこ）〈37〉
演 - 田中好子
すずの母で悟志の妻。旧姓は園田。会社員をしていた20代前半、悟志とは恋人同士だったが、DVを受けるようになったことから、妊娠を告げずに逃亡。その直後に別の男性と結婚（すずの戸籍上の実父。詳細は不明だが、後述する手紙の中では既に故人と語られている）。すずの出産を経て、悟志と再婚。悟志の元を去った罪滅ぼしから昼夜を問わず働き詰めた末、重度の心臓病を患う。経済的な理由に加え、特殊な血液型であることから手術に踏み切れずにいた。すずや悟志に対しての愛情は深いものの、真実を告げるのを先延ばししていた為、両者の仲をより険悪な関係にしてしまってもいた。黒崎の手術により一旦は快方へ向かうが、交通事故で負傷したすずを救うために自身の血を輸血したことが元で命を落とす。死の直前、リュウに真実を書いた手紙を託しており、すずはのちに、その手紙を読んで悟志が実の父親であったことを知る。心優しく穏やかな印象で、悪い事をしたすずを注意する事もある。6月生まれ。
リュウ
演 - ピュンピュン（犬）
すずの相棒。元の飼い主については不明。帰宅途中のすずと出会って以来、常について回るようになり、次第に信頼関係を深めてゆく。すずがピンチになっているときには突如、救出にやってきたり、すずが片島の罪を被り少年院に入った時も、そこに入ってくるほどで、すずのいる場所を常に把握しているほどの高い忠誠心を持っていた。園田家にいた頃、保健所に送られた事もあるが、のちに片島に救出され、予防接種を受けた上ですずの元へ帰還。リュウという名の由来は「すずの父親が辰年生まれだったことから、男の子が生まれたら“リュウ”と名付けるつもりだった」と陽子が教えたことから。真弓の同級生、浅野朋枝などから暴行を受けて負傷した事もある。すずにはオスだと思われていたが、後に仔犬を出産し、メスだったことが明らかになった。

#### 片島家
片島 智之（かたしま ともゆき）〈25〉
演 - 保坂尚輝
すずの担任教師で、出生名は「倉田智之」小学生の頃、父親が事業失敗を苦にして母親を殺害し逮捕。歳の離れた兄、智浩は思い出す事もない程に疎遠となっており、親戚をたらい回しにされた末、改姓の為に片島家の養子となった過去を持つ。血縁者を始めとする「過去に関わった人物」の誰とも大学卒業、就職後に接触を持っている様子はみられない。不幸な境遇や美術的才能などの共通点からすずにシンパシーを感じ、何かと力になる。一方、父親が殺人犯であることを知った悟志から度重なる脅迫を受けながら、次第に悟志からの誘惑と罠に溺れていく。絵を介して岡崎章子と知り合い交際。途中で章子が、日本有数の大企業である「OSエンタープライズ」の後継者と知ることになる。若くて容姿端麗な事もあり、京子と真弓の母子に好意を抱かれるほか、章子の母の玲子とも関係を持ってしまう。純朴で正義感の強い青年で、次第にすずも心を開いて行ったが、章子の持つ背後関係、そして浮上した後継者問題もあり、結婚に伴い、教職を退いて社長に就任。父親が手に出来なかった富と地位を手に入れたことから金の魔力に取り付かれ、周囲を簡単に裏切る人間へと変化。これまで自身に行った脅迫への復讐も兼ねて、自分の過去と経歴を知る悟志の殺害を企てた。そして、この事件の罪を自ら被って少年院に収容されたすずをも、口封じの為に殺害しようとするが失敗。のちに結婚披露宴会場に押し掛けてきたすずに屋上で罵られ、そしてテープレコーダーでやりとりを録音していた章子ともみ合う内にリュウに襲われて足を踏み外し、亡き両親との平穏な日々を取り戻したいという思いを頭に浮かべながら転落死した。
倉田幸助
演 - 鶴田忍
智之と2に登場する刑事、智浩の父。実業家だったが、智浩が就職し自立、智之が小学生の頃に経営破綻・資金繰りに悩み、妻(演:曽川留美子)を殺害。一家心中を図ろうとするが失敗し逮捕される。服役中に重病を患い、警察病院へ入院。死亡直前に智之の所在と変更後の姓である「片島」を口走ったのを、居合わせた悟志に聞かれ、悟志が智之を強請るきっかけを作ってしまう。

#### 岡崎家、OSエンタープライズ
岡崎 章子（おかざき しょうこ）〈24〉
演 - 水野真紀
大企業「OSエンタープライズ」の社長のひとり娘で父親とは死別し、母に育てられた。母とは対照的に無垢で明るく、愛情深い性格。母の元を出て独居し街頭で似顔絵師をしていたところを片島と知り合い、素性などを隠した状態で交際を開始。一時は次第に荒れて行く片島に絶望して別れを告げるが、母に勧められた縁談の席に押し掛けた片島の暴露で縁りを戻す。
その直後、連れ戻しに来た母が事故死した為に、後継者問題に直面。富を手にしたことで変わり行く片島を目の当たりにしながらも信じ続けたが、最後は全て裏切られた。
岡崎 玲子（おかざき れいこ）〈50〉
演 - 新藤恵美
章子の母で「OSエンタープライズ」の総帥。夫（章子の父親）とは死別しており、実親から継いだ会社を女手一つで切り盛りし章子を育てた。やや腹黒い面があり、悪辣な印象だが、実業家としてのプライドが高く、やり手で知られる。
章子の交際相手である事を知る前、画商として現れた片島から贋作の油絵を売りつけられ、後日訪れた章子が社長室に飾られた油絵を見て「偽物じゃないこれ!!」と告げられ、驚く。再び現われた片島に対し、「今度は本物でしょうね?」と贋作であると知った事を告げた（後述）。
金の無心を「男絡み」と見破り、気に掛けるなど、章子に対して母親としての愛情は持ち合わせているものの、娘の恋人と知らずに贋作を売りつけた片島と肉体関係を持ち、逆援助交際となった為、後悔の念などから章子と片島の交際を執拗に反対。その一環として悟志とともに当たり屋行為を謀ったが、実際は悟志の策謀に利用されていた。見合いが破綻した直後、章子に罵倒され去られるが、そのまま片島の元にいた章子を連れ戻そうとして口論の末、階段から転落死。葬儀はキリスト教形式でおこなわれている。
秘書
演 - 小野武彦
OSエンタープライズ社長秘書。新社長となった片島の腹心として彼をサポートするが、片島が悟志から度重なる脅迫を受けていた事を章子に忠告したことが原因で危険分子扱いされ、会社を追われる。

#### 医療関係者
黒崎 和彦（くろさき かずひこ）
演 - 京本政樹
非正規の闇医療で荒稼ぎする外科医。天才的なメス捌きで世界中から執刀依頼を抱えているが、医療倫理を顧みない非合法手術などに加担したことで、過去に医師免許を剥奪されている。権力や富に執着する人間を徹底的に蔑視し、自らの商売も「奴らに生きる苦しみを少しでも長く与えてやるため」と嘯くニヒリストとして振る舞っているが、闇医療で稼いだ金は自らの育った児童養護施設に寄付するなど、弱者に対しては深い優しさを見せる。永井による陽子の手術直後、沢村という勤務医の依頼で病院を訪れた際に、すずに言い聞かせる永井に対して彼のポリシーと手腕を批判したり、陽子に対して「すずの人生を台無しにしている」「親子でも他人」と手厳しい言葉を投げかけ、小学校が買える位の金額を払えば手術をするなどと冷淡に接していたが、すずの母親に対する純粋な愛情を理解し執刀。「患者の経過を見届けない医者が金を要求できる道理はない」という理由で謝礼を受け取らずにオーストラリアへ旅立つ。次作では帰国している。
永井 秀雄（ながい ひでお）
演 - 塚本信夫
陽子の主治医。誠実で思慮深く、貧しいすず親子に対しても分け隔てなく接する。すずが治療費として持ち込んでくるなけなしの金を彼女自身の将来の財産として密かに貯金箱に入れるなど、利益よりも人間的な倫理を優先する良識者だが、それ故に融通の利きにくい一面もある。黒崎とは旧知の仲であり、陽子の没後も、主にすずと黒崎との間を繋ぐパイプ役としてシリーズに深く関わっていく。
ナース
演 - 古畑京子、大森映美
陽子の担当ナース。永井と同様、すず親子に対して親身に接する。母に会いたい一心で病院の廊下を走ったすずを注意した事がある。

#### 園田家
園田 真弓（そのだ まゆみ）〈12〉
演 - 西田彩香
園田家の長女で、すずとは従姉妹同士でもあり同級生（1982年5月頃生まれ）。性格は母の京子と似た面があり、大人の前では優等生ぶってはいるが、その事に対してのストレス、すずへの軽蔑心、片島への淡い恋心などから、子分と共に、すずを監禁して暴力を振るう、便所に落とした握り飯をすずに無理やり食べさせようとする、男子数人にリュウを襲撃させたり、同級生らの前では性格の悪さを隠そうとしない。母に認められたい気持ちが強く、溺愛を受ける兄に対して嫉妬を覚え、母にすずの中傷を吹き込んでいた。第4話のステージ上での一件の後、母の実家に連れられていった。
園田 公昭（そのだ きみあき）
演 - 篠原俊晴
園田家の長男で、すずとはいとこ同士となる。中学生に該当する年齢だが、小学校入学直後に事故に遭い下半身不随・車椅子生活となってからは、母の京子によって監禁のような状態で家に閉じ込められ、学校へ通う事はなかった。外の世界をほとんど知らずに育ったが、心優しい性格の少年で、怪我をしたリュウの手当をした事からすずに心を開き、「外出させて欲しい」と依頼。しかし追って来た京子に自立を宣言した直後に誤って崖から転落死した。
園田 京子（そのだ きょうこ）〈40〉
演 - 小柳ルミ子
すずの外縁の伯母。経済的困窮などもあり、すずを疎んだり、やる気のない和夫を「役に立たない」等、口汚く罵倒していた（ただし工場経営は､和夫以上の努力をしている上、子供達からも母親として認められている）。片島に色目を使い、豪華な弁当を作り、真弓に届けさせるなどを始め、好色家である事を理由に、すずから「お色気ばばあ」と嘲笑される。同時に息子の公昭を溺愛。真弓に「兄ほど愛されてない」と嫉妬させてしまう。。公昭の死にショックを受け逆上して、すずを刺殺しようとした。のちに和夫の計画に加担したことですずの怒りを買い、第4話の学芸会のステージ上でこれまで関係した男との写真をばらまかれ、同時に悪事が発覚し警察へ連行。その後、和夫と離婚し真弓を連れて実家に帰省。この時、旧姓に戻した様子はない。
園田 和夫（そのだ かずお）〈42〉
演 - 小倉一郎
陽子の実兄であり園田家の主。自宅で缶製造の工場を経営するが、やる気は全く見られず、たびたび京子から罵倒を受けている。すずを庇ったり、遊園地に連れてゆくなど優しい伯父に見えたが、実は様々な問題を持ち込む陽子を疎んでいる事と、事故に見せかけて殺害し、保険金を受け取り、罪を京子に着せて愛人と駆け落ちする計画を立てていた事を会話から、倉庫の状況などから異常性癖をすずに知られる。そして学芸会のステージ上で京子と大喧嘩を展開。すずの陰謀と同級生らの手違いでマイクの音源などが入っていた為、話の内容すべてを学校関係者に聞かれてしまう。同時に下着泥棒としてすずが通報してあった事もあり、やってきた警察官により同行を求められるが、その中にいた警官の一人が京子と不倫していた事を知って逆上。京子が私服刑事(演:ト字たかお)に対して殺人計画を暴露した事で逮捕される。担保に入っていた家が銀行の手に渡るのと同時に離婚。「友人の仕事を手伝うために地方へ引っ越す」「すずの世話が出来なくなってしまった」と電話で陽子に伝えた。

#### 窃盗団
田畑 光江（たばた みつえ）〈68〉
演 - 菅井きん
窃盗団の元締め。パチンコ屋ですずに置き引きされそうになった事がきっかけで悟志の債権者として、借金の棒引きの代わりに彼女の身を買い取った。愛称は「ババア」。すずにスリや売春を強要し、時には暴力を振るうなど冷徹な性格だが、全ては「貧乏人は他人を踏み台にしても稼ぐ以外にない」という独自の信念ゆえの行動であり、陰では稼いだ金を身寄りのない窃盗団の子どもたちの巣立ちのために貯金していた。美辞麗句を嫌う徹底した現実主義者で、すずを庇って「あいつの母親を悲しませたくない」として上納金をすずの分まで出そうとした圭太を叱責した上で「あの子はお前達同様にみなしご。親のいる生活なんかではない」と発言するが、すずの元を訪れた際に黒崎を目撃。彼の言葉を立ち聞きした事で、それまで反対していた私立大学附属小学校の金庫破りを決意。しかし、その身体は病に侵されており、皆には本音を隠した上で計画を実行するが、途中で吐血して倒れ、窃盗未遂の現行犯で逮捕。犯行は単独でおこなったと言い張る。護送車の前に立ちはだかったすずを「私の孫」「最後に話をしたい」と言い、そしてすずに「踏まれてもたくましく生え続ける雑草になれ!」という言葉を残し、後のすずの生き様に大きな影響を与えた。翌冬に獄死したことが『2』で圭太の口からすずに語られる。
田崎圭太（たざき　けいた）
演 - 松田勝（現・松田優）
窃盗団のメンバーであり、光江の用心棒的な存在。愛称「圭太兄（けいたにい）」。背が高くがっしりとした体格で威圧的な形相で普段は寡黙だが心は優しく、病院から抜け出した陽子の居場所を知らせたり、永井による手術当日、靴磨きをするすずに陽子を気にかけたりする等、次第にすずの理解者となっていく。光江の計画した金庫破りの手引き役として学校の警備員となる。そして窃盗事件の直後、光江に面会を申し出た警察署の前で私立小学校の校長の言動に激怒し、この校長を殴打すると共に、窃盗の手引きをしたと自供。逮捕され、護送車の中で「ババアひとりを服役させる訳にはいかない」と発言。
奈美（なみ）
演 - 濱田万葉
窃盗団のメンバー。愛称「奈美姉（なみねえ）」。蓮っ葉で無愛想な印象があり柄は悪いが、根は優しく中学生の頃に先生から聞かされた「神様は平等に幸せをくれる」という言葉を信じている。普段はホステスをしていて、そこで指名客だった雅彦から甘い言葉を掛けられた直後、妊娠が判明。皆で祝福をして、髪を黒く染め戻したりもしたが、彼から別れを告げられた上に突き飛ばされ、頭部を負傷した上に流産してしまう。のちにすずの前で「彼の容姿に惹かれてしまった」「自分にも差別心があったのかもしれない」と己を省みた。光江の逮捕後に貯金通帳をすずに渡して、「あんたがお母さんと暮らすのが私達の夢」と言い彼女を抱きしめる。苗字は不明だが、働いている店でも源氏名を使わず「奈美」と名乗っている様子が見られる。
シゲ
演 - 西川義郎
窃盗団のメンバー。愛称「シゲ兄（しげにい）」。長身で長髪。仲間への思いやりは強いが直情的で血の気が多く、光江に対しても反感を抱いている。自ら金庫破りを計画し、すずと共に校内に侵入し下見をした事がある。光江が金庫の鍵を開けている最中に自分勝手に動いた事が元で警報ベルが鳴り、失敗を招いてしまった。他にも見合いの席で雅彦を殴り飛ばした。苗字と正式な名前は不明。
役名不明
演 - 松川竜二
闇ルートで出回っていた米を盗んで来た時に、品物だけを出し金銭をピンハネしようとして光江に叱られる。
役名不明
演 - 村田泰則
奈美が流産させられたこととリュウが負傷させられた事で激怒。リュウを抱いて皆と見合いの場に乗り込んで雅彦を罵倒。

#### 浅野家
浅野 雅彦（あさの　まさひこ）
演 - 真野圭一
エリートサラリーマンであると同時に、母の経営する大手インテリアショップの跡取り息子。奈美の勤務する店の常連客で彼女を遊びで誘い出し、甘い言葉を掛けていたが見合いを理由に別れを告げる。この時に妊娠を告げられ狼狽。逆上して突き飛ばし流産させ、その場から逃げ去る。見合いの席に乗り込んで来た窃盗団一味に生まれながらの格差を持ち出し、自分は選ばれた人間だから良い縁談にありつけたとして悪態をつくも、すずから呪詛を込めた罵倒を受ける。ややマザコン気味な一面がみられる。
浅野  朋枝（あさの   ともえ）
演 - 茅島成美
雅彦の母で実業家。自分の店の前に飾られていた白い犬「サンディ」の周りをうろついたとして、リュウに暴行を加え負傷させたり、すずに意地悪い言葉を投げつけた。森本という資産家の娘との見合いを息子に勧めるが窃盗団一味と、すずから仕返しを受ける。雅彦の父については詳細不明。

#### 大坪家
大坪 英二（おおつぼ えいじ）〈54〉
演 - 細川俊之
莫大な資産とニヒルな印象を持つ画商兼美術評論家。すずがコンクールの入選作品を投げ捨てたのを目撃。靴磨きをしていた彼女に声を掛け、美術的才能と亡き娘・ユカリの面影を見出し、すずを書生として自宅に迎え入れる。一方で異常なまでの耽美主義者であり、すずとユカリを重ね合わせる余り、徐々に倒錯性を露わにしていき、ついにはすずを監禁。乗り込んで来た純と小競り合いの直後、使用人の鶴子に刺されて窓から転落し死亡する。過去に私益のために悟志の絵を酷評し、悟志の人生を狂わせるきっかけを作った張本人だが、内心では彼の稀有な才能を見抜き認めていた。凶暴な犬、ジョンを飼っていたが、すずを救う為に飛び込んで来たリュウと喧嘩をして負けている。
一条 鶴子（いちじょう つるこ）〈34〉
演 - 深浦加奈子
大坪家の住み込み使用人兼運転手。密かに主人である大坪を想い、嫉妬心からすずに「教育」として陰湿な虐待を繰り返す。のちに大坪から「醜い」等、罵倒・解雇されたショックから錯乱し、大坪を刺し窓から一緒に転落死する。『2』に登場する一条家とは無関係。

#### 滝川家
滝川 純（たきがわ じゅん）
演 - 篠原俊晴
父と二人暮らしの中学生。病身の父に代わりおでんの屋台を引いて生計を立てていた。純朴な性格で、リュウが公昭と見間違えた事をきっかけにすずと親しくなる。大坪の言葉を鵜呑みにしてすずを資産家の娘で、自分を弄んでいるのでは？と疑ったりもしたが、のちに大坪から救い出したり、父に「（すずを）嫁にしたらどうだ」とからかわれて照れていたこともある。父の死後、アパートの大家から立ち退きを迫られて困惑。陽子の退院が近いのを知って3人で暮らす事を前提にアパート探しに協力し、自分の名で契約を取り付けたこともある。同時に再会した母に対して反発するも、すずの愛想尽かしの演技と後押しもあり、母と和解。渡米することになり、こっそり見送りに来ていたすずに大声でプロポーズをして去ってゆく。公昭の話を知った時に「君は僕を好きになる」と言ったりするなど、ややお調子者の面もある。
純の父親
演 - 森川正太
妻のますみに逃げられてからは純と一緒に暮らしていたが、重度の糖尿病を患い、人気のあった屋台を純に任せる。貧しかった為に治療を受けられず、自宅で寝たきりに近い状態になっていた。ますみの住所を知っており、純の行く末を心配し彼女に手紙を出した直後に急死してしまう。心優しい性格ですずの来訪を喜んでいた。フルネームは不明。
滝川 ますみ（たきがわ ますみ）
演 - 久我美智子
純の母親。貧しい暮らしを嫌って男を作り、夫と息子を捨てるような形で渡米。純に関しての手紙が届いたことから帰国。純に謝罪し同居を申し出る。明るい印象で、すずに対して純が世話になったと礼を言う。和解した純と共に再び出国。資産家と再婚し、サンフランシスコで日本料理屋を経営。

#### 修学院女子大学附属小学校関係者
校長
演 - 草薙幸二郎
光江達が忍びこんだ学校の校長。裏口入学を斡旋し入学希望者の親から多額の賄賂を受け取り私腹を肥やしている。善良な教育者を装っているが、実際には偏見に満ち溢れており立場の弱い相手を見下しており、警備員として採用された圭太にも嫌味を言う。
警察署ですず達と対面。賄賂の件で罵倒された際にも、見下す言動を繰り返した事で激怒した圭太に殴り倒され、この時に彼が警備員だったと気づく。
教員Ａ
演 - 三輝みきこ
私立小学校の教員。すずに校長室は入室禁止だとしてヒステリックに注意。その直後に机の下に潜っていたシゲに驚く。
警備員
演 -深水三章
採用された圭太を校長に紹介。校長に不快感を抱いた圭太に「ああいうタイプは苦手」と同意している。

#### 少年院関係者
看守
演 - 此島愛子
厳格な印象を持つ中年女性。すずに対して日向が面会に来た事を告げたり、除草作業を怠けた事を注意している。
収容されている子供達
演 - 水野なつみ　西坂やすよ　味岡江梨子
すずと同室。許可を得てスケッチをしていたすずに因縁をつけるなど意地悪い面がある。片島からの差し入れの卵焼きを強奪して夜中に分配して食べた後、体に異変が発生。この事により、すずは片島に殺されかかった事を知る。

#### その他
警官A
演 - 斎藤洋介
老人ホームで窃盗(入居者の財布からお金を盗んだ)を働いたすずを取り調べたが、逆に罠に嵌められる。
警官B
演 - 中西良太
靴磨きをしていたすずを見かけ、学校に行く時間だと声を掛けるが泣き真似をされ悪者扱いを受ける。直後に連絡を取った他警官とともに彼女を交番に連行。学校に知らせた。
靴磨き屋
演 - 石倉三郎
真弓によって公衆トイレに閉じ込められたすずを救出。そしてすずに靴磨きを伝授し、セットを渡している。
ロリコン男
演 - 酒井敏也
すずの靴磨きの客。スリを拒んだすずに宛がわれた売春客。
日向 有紀子（ひゅうが ゆきこ）
演 - 河野景子
美大助教授。街頭で似顔絵描きをしていたすずの才能に注目する。のちに悟志を刺した罪で少年院に入所したすずを面会に訪れた際、彼女の描いた陽子の肖像画を「心の汚れた殺人者が描ける絵ではない」と評し、誰かの罪を被っているのではないかと疑念を投げ掛ける。この際に借り受けた肖像画は「お母さん」と題して美術展に出品され、画壇からも高く評価された。
銀行員
演 - 彦摩呂
園田家を来訪。京子に対して担保の引き渡しを要求するが、色仕掛けで迫られて困惑する（担保に入っていた家は和夫が逮捕された後、買い手がついた事が5話で描かれている）。
章子の見合い相手
演 - 三貴将史
玲子の口利きで章子と見合い。章子が油絵を専攻しているのを知っており、誘うが、乗り込んで来た片島が章子と両想いであるのと、玲子の悪行を知って去ってゆく。名前は不明だが、母から「ひでちゃん」と呼ばれている。
見合い相手の父
演 - 長沢大
企業経営者。片島による暴露で激怒し破談にする。
見合い相手の母
演 - 泉晶子
玲子に対して敏腕社長と褒め称えるが、片島の乱入で息子を連れ去る。
森本のりこ
演 - さがたけいこ
母に連れられ雅彦と見合い。好印象を抱くが、乱入して来た窃盗団とすずによって彼の本性を知って愕然とする。
のりこの母
演 - 木村翠
窃盗団の激白に対して朋枝に立腹。資産家だがのりこの父については詳細不明。
不動産事務員
演 - 橘ユキコ
陽子と暮らす為の部屋探しをしていた時、リュウが見つけ出した不動産屋に勤務。母不在ですずと純のみという状況に不信感を抱くが、根負けして純の名義で契約をする。
保健所職員
演 - 島田洋八
リュウを野良犬と決めつけ、収容･保健所に移送する。その際すずに対して冷たくあしらい、移送用の車から半ば強引に引き離す。

#### 川崎市立若宮小学校関係者
中山 史彦（なかやま ふみひこ）
演 - 米山善吉
片島と同じ6年担当教諭で真弓の担任。片島には良き先輩としてフレンドリーに接するが、仕事に対してはいささか無責任な言動も目立つ。

#### 6年2組
川崎市立若宮小学校に通う6年2組の男女児童。
男子児童役
- 上村裕樹
- 蝦名隆広
- 大野紀人
- 荻野純一
- 金子勝
- 栗田鉄平
- 清水秀樹
- 車完洸
- 杉肉竜太
- 中崎達也
- 永本貴大
- 平尾淳
- 米井文教

女子児童役
- 青木夏海
- 石毛さや
- 大野愛
- 川尻幹子
- 桑原真代
- 小林愛
- 酒井麻由美
- 仙台エリ
- 滝本有美
- 成本玲子
- 萩生雅弓
- 星野結佳里
- 宮島育美
- 藁科みき

### 主題歌
- 中島みゆき「空と君のあいだに」（ポニーキャニオン / AARD-VARK、原盤権はヤマハミュージックパブリッシングが所持しているため、現在は移籍先であるヤマハミュージックコミュニケーションズから発売）

#### 主題歌秘話
プロデューサーの佐藤敦によると、主題歌に中島の曲を使いたいと思ったが、「多忙な彼女に書下ろしは無理だろうな」と考えていた。せめて既存曲の使用許可を得ようと本作の詳細なプロットを書いて中島に見せると、意外にも彼女からすぐに「曲を書下ろします」と返事をもらえた。これについて中島は、このドラマに犬が出るということで、このドラマの主題歌を担当したという(中島みゆきのオールナイトニッポンより)。数日後、完成した『空と君のあいだに』は、犬目線で書かれた主人公の少女の心の支えとなる歌詞に、悲しさと力強さのあるメロディの楽曲で、その後本作と共に大ヒットした。

### 放送日程・データ
| 第1話                                                      | 1994年4月16日 | 盗み嘘泣き放火! 少女とノラ犬の愛の旅路!!       | 17.1% |
| 第2話                                                      | 1994年4月23日 | 悪魔の誕生日! 継母のいじめ!!                   | 19.6% |
| 第3話                                                      | 1994年4月30日 | 禁断の初恋! 車椅子の美少年!!                   | 22.0% |
| 第4話                                                      | 1994年5月07日 | シンデレラの復讐! 目には目を                   | 21.0% |
| 第5話                                                      | 1994年5月14日 | 涙の約束! 強欲スリ老婆の罠!                    | 22.3% |
| 第6話                                                      | 1994年5月21日 | ああ無情! ノラ犬の大悲恋! 母の死!?             | 23.8% |
| 第7話                                                      | 1994年5月28日 | 命の値段! 母のための強盗!                      | 26.0% |
| 第8話                                                      | 1994年6月04日 | 仮面の家! 家政婦のいじめ爆発                   | 26.5% |
| 第9話                                                      | 1994年6月11日 | 監禁! 嫉妬! 秘められた異常愛                   | 24.4% |
| 第10話                                                     | 1994年6月18日 | 母の絆! 罪深き欲望の殺人!                      | 27.4% |
| 第11話                                                     | 1994年6月25日 | 12歳の同棲! 地獄におちた天使                   | 28.7% |
| 最終話                                                     | 1994年7月02日 | 母の遺言! 愛犬が走る衝撃の結末! すず死なないで | 37.2% |
| 平均視聴率 24.7%（視聴率は関東地区・ビデオリサーチ社調べ） |               |                                                |       |

### 備考
- 音楽は千住明作曲による正規のサウンドトラック以外に、後半では東宝映画『ガンヘッド』の劇伴（本多俊之作曲）が随所で流用されている。

## 劇場版
1994年12月17日公開、配給は東宝。サブタイトルは「みなし子すずの哀しい旅」。ドラマ版のヒットを受けての映画化となった。『人間・失格〜たとえばぼくが死んだら』で影山留加を演じた堂本光一、同作品で体罰教師の宮崎信一を演じた斎藤洋介、羽柴教頭を演じた中丸新将、同作品で担任の森田千尋を演じた桜井幸子の妹の桜井貴子も出演（斉藤は無印で警察官役、光一は2に晴海役で登場しているが、それぞれ別役であり繋がりはない）。

### あらすじ
母、陽子の死後（ここでは父、悟志の所在と生死に関しては一切、言及されていない）、相棒でもある犬・リュウと共に放浪を続けるすずは、クリスマスの夜に路上販売をおこなっていたケーキを盗んで、店主に捕まってしまう。窃盗犯として警察に突き出される直前、サーカス団経営者でもある磯貝が現れ「ケーキの代金を肩代わりする」と言い出す。しかし磯貝は身寄りのない子供達を集めては、サーカス団員として、不当な労働を強制しており、すずとリュウも軟禁状態でサーカス団に連行されてしまう。そして伯父と離婚後、磯貝の後妻となった京子・その娘で従姉妹の真弓と再会。嫌がらせを受けるさなか、すずは空中ブランコの花形として活躍する稔と出会う。

### 登場人物

#### 主要人物
- 相沢すず - 安達祐実

身寄りを亡くし、放浪中に磯貝の策略でサーカス団員となり、練習に勤しむ内に稔と恋仲になる。緊急入院した恵の代わりに恐怖心を隠して空中ブランコに出演した事もある。稔の生い立ちなどを知ってしまったことから、南条一派に命を狙われるが、南条に過去の真実を伝えると稔の救出を求められ、稔と共に危機から脱出する。その後、他サーカス団に移籍した稔から残留を提案されるが、実は高所恐怖症と言い残し再び旅立つ。
- リュウ - ピュンピュン（犬）
- 堀口稔（ほりぐち みのる） - 堂本光一(KinKi Kids)

磯貝サーカスに所属する少年で16歳。妊娠中に半身不随になり、未婚で出産した母とは小学生の頃に死別。そのまま母が身を置いていたサーカス団でショーなどに出演。人当たりは悪いが、根は愛情深い性格。4歳の頃にサーカスのテント前に置き去りにされていた恵を実の妹のように可愛がっており、手術代として母の形見のペンダントを黒崎に差し出す。母からは名乗り出る事を禁じられていたが、南条を父と知っており恵を救って欲しいと依頼に行き、すずと共に殺害されかかる。しかし炎が上がった直後、すずが南条に稔から聞いていた真実を伝えた事により、心境に変化が発生した南条、そしてすずに救出される。事件後、他のこども達と共に大手サーカス団へ移籍してゆく。

#### 医療関係者
- 黒崎和彦 - 京本政樹

すずと永井の依頼でサーカス団へ出向き、即席の小屋で恵の手術を引き受けた。この際に磯貝に対して「卑屈になるな」と叱責をしている。のちに恵が殺害されている事に気づく。手術代として稔から受け取ったダイヤモンドのペンダントを旅客機で隣席になった客に偽物と見抜かれるが、にこやかに否定している。
- 永井秀雄 - 塚本信夫

すずからリュウを通じて恵を救って欲しいと相談を受け、黒崎に連絡をとる。
- 悪徳医師 - 中丸新将

手術を終えた黒崎から恵の主治医を引き継ぐが、日下からの唆しで恵殺害に荷担。黒崎に殺人を見抜かれるが逮捕された様子はない。

#### 磯貝サーカス
- 磯貝誠一（いそがい せいいち） - 斎藤洋介
サーカス団「磯貝サーカス」の団長。病の後遺症による容姿などに対してのコンプレックスから性格に歪みがみられ、すずを始めとするサーカス団のこども達に虐待を展開。同時に南条らと共に悪事に荷担するが、黒崎から輸血の依頼を受けたこと・南条や京子らの本性を目の当たりにしたことで次第に心境に変化が現れ、京子と離婚。恵に輸血用の血液を提供した後、南条に放火されたサーカス小屋に突入し、すずと稔を救おうとしたが、南条に刃物で腹を刺され落命する。
- 磯貝（園田）京子 - 小柳ルミ子
すずの元伯母。園田和夫との離婚後、磯貝と再婚し、サーカス団で司会、会計などをおこなっていた。結婚の真意が財産目当てであったことと、料亭で南条に対して彼の悪口を言っていたところを磯貝に聞かれ、離婚だとして売上金全額を持たされ、家を追われる。好色家に加え、すずを口汚く罵ったり、具合の悪い恵の治療費すら惜しむ様な守銭奴で悪辣な印象だが、性格はポジティブで、真弓に対しても愛情深く接している。
- 磯貝（園田）真弓 - 西田彩香

すずの従姉妹。母の再婚に伴い、磯貝の義理の娘となる。稔への恋心、両親の離婚後の生活苦をすずに責任転嫁し逆恨みした事からすずを憎悪。自身の立場を利用しすずをショーの最中に殺害しようとしたり、サーカス団のこども達にすずをいじめさせ、虎の檻に入れたりなど陰湿ないじめを展開。再び離婚した母に連れられ、磯貝の元を去った。母を慕い憧れている。
- 堀口恵（ほりぐち めぐみ） - 桜井貴子

生まれて間もなくサーカスのテント前に置き去りにされ、稔の妹分として育った(身寄りの手がかりが得られない為、稔と同性となっている様子)磯貝サーカスでは空中ブランコでコンビを組む。重度の心臓病を患っており、京子に強引に出演させられそうになった時に倒れてしまう。やってきた黒崎の緊急手術によって回復の兆しを見せ、設備の整った病院に搬送されるが、南条一派の陰謀により、手術の失敗に見せ掛けて殺害される。心優しい性格で、すずが初めて友人としての感情を抱いた人物でもある
- サーカス団員 - 松本明子、松村邦洋

#### 南条とその関係者
- 南条勝久（なんじょう かつひさ） - 古尾谷雅人

県会議員で稔の血縁上の父。政治家だった父の死後は周囲に祭り上げられて地盤を引き継ぎ、政治への道へ進む。サーカス団員だった稔の母と恋人同士となるが、周囲から反対され駆け落ちの約束をする。しかし当日、彼女が事故で怪我をした為に行き違いが発生。手切れ金を渡され、裏切ったと誤解したことにより、富と名誉に固執する冷酷な性格へと変貌する。のちに稔が生まれている事を知って国政進出、瑠璃子との結婚の邪魔として殺害を企てる。同時にさまざまな秘密を知るすずを稔と一緒に監禁しサーカス小屋に自ら放火。しかしそこですずから稔の母の真実を聞かされた事でとっさに稔を庇い、すずに稔を託して落命。
- 日下（くさか） - 榊原利彦

南条の秘書。目的のためには手段を選ばず、政治工作のみならず恵や稔の殺害計画をも主導するなど、南条以上に悪辣な行動を見せる。
- 梅原（うめはら） - 丹波哲郎

南条をバックアップする大物代議士。娘の瑠璃子(演:川上理英子)を南条と婚約させる。

#### その他
- 通行人 - コロッケ
- 相沢陽子 - 田中好子（回想）
- ケーキの販売員- みのもんた

サンタクロースに扮して、クリスマスケーキを販売していた。ケーキを盗んだすずを捕らえた際に口論となる。
- その他 - 庄司永健、及川ヒロオ、サンダー杉山、井口成人、福澤朗、ほか

### 主題歌
- 中島みゆき「空と君のあいだに（アルバムヴァージョン。『LOVE OR NOTHING』に収録）」（ポニーキャニオン／原盤権はヤマハミュージックパブリッシングが所持しているため、現在は移籍先であるヤマハミュージックコミュニケーションズから発売）

## 家なき子2
1995年4月15日から7月8日まで日本テレビの『土曜グランド劇場』枠（土曜日21:00 - 21:54、JST）で放送された日本のテレビドラマ。前作『家なき子』の続編にあたる。『人間・失格〜たとえばぼくが死んだら』で、いじめグループの一人を演じた小橋賢児、最終回で大場誠を演じた堂本剛が金田一一役で出演した。

### あらすじ

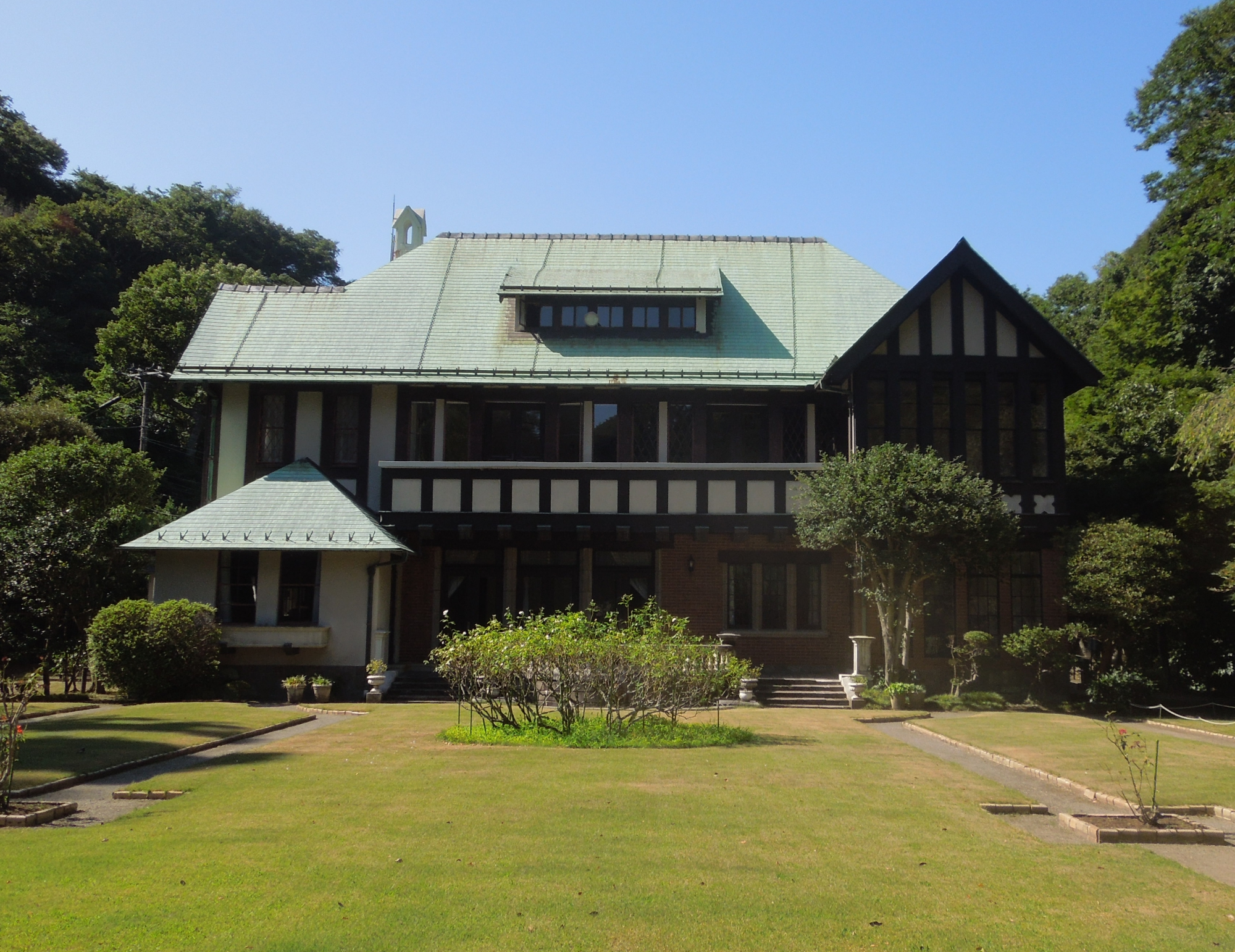
一条家の屋敷のロケ地となった神奈川県鎌倉市浄明寺2丁目にある旧華頂宮邸

相沢すずはサーカス団から旅立ったあと(作中では当時の話題は一切登場しない)父・悟志が生存していることを知り、再会。学校には通わずに彼の世話をしながら愛犬であるリュウと共に暮らしていた。ある春の日、駅で落ちていた財布を手にしていたところを窃盗と誤解され、留置される。そこで軽薄な印象を持つ少年、牧村晴海と出会い共に脱走。警官に追われていたところを圭太に救出される。現在は大富豪である一条泰造の屋敷で運転手をしているという圭太は、すずに「当主が孫娘を探している」と伝え、過去と自出を偽って屋敷に来る事を勧めた。嘘をつく事に負い目を感じつつも、経済的な理由と父を救うために一条家に乗り込み、私立・修学館中等部へ編入することになったすずだったが、間もなく海外から帰国した一条の親族である絵里花の弁により、偽物扱いをされる。同時期に孫娘を名乗ってやって来た千穂と屋根裏部屋に住まわされた直後、絵里花の母、麗子が何者かに殺害されてしまう。その為に周囲から殺人罪の濡れ衣を着せられ、屋敷内・学校内で辛辣ないじめを受けるも修学館高等部に在籍するという晴海に再会。次第に理解を深めてゆく。しかし屋敷では次々に殺人事件が発生。そして晴海自身も一条家と繋がりがある事が明らかになってゆく。

### 登場人物

#### 主要人物
相沢 すず
演 - 安達祐実
路頭での靴磨きと道路工事のアルバイトをしつつ、再会し和解した父の悟志の面倒を見ていたが、圭太の勧めもあり、一条家の財産を手に入れるために孫娘を騙って一条家に乗り込み、修学館中等部に編入する。絵里花と真弓などその腰巾着たちから、千穂と共に執拗で陰湿ないじめを受けるほか、一条家の遺産相続をめぐる謀略に巻き込まれ、たびたび命を狙われる。晴海との同居を繰り返している（この事で真弓や絵里花から晴海との不純異性行為を疑われる）。自分を殺そうとして逮捕された悟志を許したり、自分を裏切った千穂が小村家で虐待される光景を見て助け出すなど、懐の深さと大胆で愛情深い面が目立つようになった。母と同じ病に襲われるが、悟志とリュウの命懸けの行動と黒崎・永井の手術で一命を取り留める。一条家の惨劇が終わりを告げた後、リュウの遺児であるトラと共に旅立つ。前作で描かれた「絵画の才能」は今作では描かれていない。
牧村 晴海（まきむら はるみ）
演 - 堂本光一（KinKi Kids）
修学館高等部に特待生として在籍するボクサー志望の少年。アパートで一人暮らしをしている。やや軽薄で口数が多いが、すずの最大の理解者でもある。幼少時に町工場の経営者だった両親が一条家に追い詰められ、目の前で焼身自殺した（この件に関しては、のちに真実が判明する）ショックで、記憶の一部が消失。施設に収容され、長年に渡り言葉を発しなくなっていたが、中学生の頃に一条家への復讐を決意した事から性格に変化が発生。父の使用していた関西弁で喋る様になり、詐欺、窃盗、試験における不正行為などをおこなうようになるが、同時に正義感の強さを持ち合わせるようになる。絵里花から片想いされた事を復讐の道具に利用しようと婚約を交わしたこともあったが、すずへの想いから破棄。実は彼こそが一条家の後継者であり、呪われた血により生まれた子であった（絵里花とは血縁ありとなる）。小百合が実母だと発覚した直後に月田らにすずともども拉致され、一条家の屋敷で焼殺されそうになるがトラの助力で脱出し、小百合を救出するために地下牢に向かうものの、落下物により気絶する。最期は記憶を取り戻し、救出に飛び込んで来た小百合の愛情を実感し、ともに地下牢で絶命した。出生の秘密は最後まで知らずにいた様子。

#### 相沢すずの関係者
相沢 悟志
演 - 内藤剛志
すずの父。片島に刺されたものの、すずが身柄を拘束された後に意識を回復し治療を受ける。時期と詳細は不明だが、すずと再会し同居(クリスマスの頃に土管でリュウと寝起きしたというすずの台詞と、サーカス団での出来事などから1月中旬以降である可能性が高い)刺されたショックで白髪化、下半身不随となったように見えていたが、自力歩行が可能になって以降の3ヵ月間は、すずに自分の世話をさせるための芝居であった。陽子にすずが本当の娘であることを告げられた頃から、以前のような攻撃的な態度は消えていたが、すずの目を盗み夜な夜な都内のクラブに通うようになる。そんな折、あるホステスに陽子の面影を感じて交際するも、そのホステスはヤクザである氷室の愛人であったことから度重なる脅迫を受ける（実際は氷室の仕組んだ美人局であった）。慰謝料捻出の為に氷室が加入を強要した生命保険の保険証書を見つけた晴海とリュウ。そして事情を聞きつけた倉田の目の前ですずを銃撃したとして現行犯逮捕される。しかし、取調室での倉田との対話などを経て、自らの生き様を深く見つめ直すことになる。その後、氷室が黒崎の元から、すずの手術用のボンベイブラッドを盗んだことを知ると、血液を奪還するために脱獄。氷室の凶弾を全身に受けながら輸血パックを取り戻しリュウに託した。警察病院に搬送されたものの手の施しようがなく、「人間は金に負けない」と呟き続けて絶命した。
相沢 陽子
演 - 田中好子（特別出演）
すずの母で悟志の妻。故人であるため、最終回におけるすずの空想シーンのみ出演。
リュウ
演 - ピュンピュン（犬）
すずの相棒の柴犬。何かとすずの力になり、悟志に狙撃されたすずを追って、海へ飛び込んだ事もある。オスだと思われていたが、実はメスだった（途中で森山に指摘され判明）。倉田が連れていた犬、ジョーと恋に落ち、一条家の庭園内に用意されていた犬小屋で双子を出産する。月田によって轢き逃げされて重体になりながらも、すずを救うために輸血用血液を運び、回復したすずの腕の中で最期を迎え、子ども達を託す。すずに付き添ってから死ぬまですずを裏切ることなく忠誠し続けたことで、すずにとっては最高のパートナーとなっている。墓石は、悟志・陽子と共に並べられて祀られることとなった。
トラ
リュウが産んだ双子の一匹。すず曰く「へちゃむくれ顔」。「リュウの子だから“竜虎相搏つ”」とかけて、晴海が名付けた。最終回では燃え盛る屋敷内に拘束されたすずの指示で日本刀を運び、すずと晴海を救った。事件後、兄弟犬と共に黒岩家に引き取られるも単独で脱走し、リュウの遺志を継ぐ形ですずの新たな相棒として共に旅立つ。
歩（あゆむ）
演 - 益田圭太
悟志に撃たれた後、海岸に打ち上げられたすずを救い保護。警察に届けた際に、倉田の指示で晴海に知らせている。漁師の父はマグロ漁船で長期間に渡り出漁中。母は見捨てる形で家を出てしまった為、父の家で干物などを製造・販売しながら独居。楽天的かつ前向きな性格で、すずを実姉のように慕い、病気を知ると手術を受けるよう強く勧めた。事件後はその豪胆さを気に入った一条に養子として迎えられ、財閥の跡継ぎとなった。学校などに通っている様子はなく、苗字は不明。

#### 医療関係者
黒崎 和彦
演 - 京本政樹
帰国後、氷室たちの陰謀によって左腕を失い、自暴自棄の生活を送っていた。再会したすずや晴海の説得と励ましで医師としての誇りを取り戻し、以前の様な冷酷な面が軽減。すずに助手を依頼した上で一条家へ出向き、担当医を退けて手術を見事に成功させる。すずが病気であると知ると倉田の元を訪れ、すずを救いたいと話題にしたのち、永井とともにすずの手術を執刀。事件との関わりを経て、すずの希望に満ちた精神と生命力に対して崇拝に近い感情を抱くようになり、最終回では倉田、歩と共に彼女をフォローする（第6・12・最終話のみ）
永井 秀雄
演 - 塚本信夫
陽子のかつての主治医で、陽子の生前と変わらずにすずを気に掛けており、すずからの問いかけに「善人も悪人も平等に治療する」と答えている。前作では無免許医である黒崎を忌避するような言動も見られ、本作でも一条の事で黒崎に連絡をしたいと申し出たすずに「会わない方がいい」と忠告をしたが、再会後に互いに信頼し合う関係となり、すずの手術の際には黒崎の助手として尽力する。
石渡
演 - 清水章吾
世界的権威を持つ外科医。一条の在宅手術を任されるが、途中で到着した黒崎に批判され立腹。彼の持つ過去と無免許という事を理由に警察を呼ぶ様に命じるが、森山と白石の機転で退出させられる(6話のみ)

#### 一条家
一条 小百合（いちじょう さゆり）
演 - 高橋惠子
一条泰造の娘であり、晴海の母。高校生の頃、自分を溺愛する父からの近親相姦により妊娠。一条の影武者にのみ真実を伝えた上で家出。関西地方出身者の牧村と結婚し、牧村の子として晴海を出産。小さな工場を経営していた。6年後に火災に遭い、来訪していた倉田に救出された直後、父の手先によって家に連れ戻され、地下牢に幽閉されてしまう。火災時のショックなどから記憶障害を発症。常に子守歌を口ずさむようになる。表向きは死亡扱いとなっていたが、一部の人間は所在を知っていた様子で、恭子からは「あの方」、和幸からは「バケモノ」と呼ばれていた。穏やかな印象と言葉が、傷ついたすずの心を癒やしたこともある。財産を相続する権利者として恭子に命を狙われた頃、倉田やすずたちの手によって地下牢から救出され、晴海のアパートに匿われるが、彼らの目が千穂の起こした事件の方に向いた隙に森山（一条泰造）の手によって再び一条家に連れ戻される。その直後に発生した火災、その時の状況などにより記憶を取り戻し、晴海を救うために燃え盛る屋敷へ飛び込んでゆき、死亡したとみられる。
一条 泰造（いちじょう たいぞう）
演 - 西村晃
財界を席巻する「一条財閥」の会長。一条家の当主であり小百合の父。以前から重病で寝たきりだったが、周囲の誰もが遺産目当てで本心から気遣ってくれないことを嘆き、自らの人生に深い絶望感を抱いていた。しかし、黒崎に手術依頼の連絡をしたことや本心からの気遣いから、すずに対して心を開くようになる。ただ、出生直後から一条泰造の身代わりとして育てられた影武者であり、本来は誠実な人柄で密かに一条家の財産の一部を慈善事業へ寄付していた。小百合が唯一、真実を伝えた人物でもあり、最終話で晴海の出生の秘密を吐露している。屋敷の火災発生直後に警察に救出されて病院に搬送されるが、健康を取り戻したこともあり、森山に扮する本物の一条泰造の亡き後は、名実ともに財閥の全権を掌握。両親と離れて暮らしている歩を養子として迎え入れた上で、新生・一条財閥の総帥として再出発を図る。
森山 敏男（もりやま としお）
演 - 小林昭二
一条家の離れに庭師として住み込み、すずと千穂に親切に振る舞い和幸の態度には毅然と抗議する、また、リュウには小屋を用意し、すず不在時には代わりに餌を与えるなど温厚な性格のように見えたものの、彼こそが本物の一条泰造であり、一条家の遺産を狙う者たちを排除するために千穂の復讐心を利用して連続殺人に走らせた黒幕であった（木崎家には正体を知られていなかったような描写が見られる）。娘の小百合に対する溺愛が昂じ、高校生だった小百合を強姦。それにより生まれたのが晴海であったが、それを知らず、晴海を低俗な男との間に生まれた子として憎悪。自らが嫌う木崎家の者ともども抹殺する計画を立てる。月田らに屋敷に火を放たせた直後、自らが仕立てた影武者の一条から晴海の出生の秘密を打ち明けられ、晴海と小百合を救うために炎の中へ飛び込み、落下物の直撃を受けたことと一酸化炭素中毒により死亡する。独自の世界観を持っている。

#### 一条家の使用人など
白石 恭子（しらいし きょうこ）
演 - 川島なお美
一条家の屋敷に住み込む会長秘書。知的で華やかな印象の美人だが、同時に野心家の面を持つ。和幸と愛人関係にあったが、一条の手術の頃には険悪となっていた。そして沢村と手を組み、妊娠。産婦人科へ行ってすぐに、邪魔な小百合を殺害するため地下牢へ行くが、彼女に迫る危険を察知した倉田の計らいで、すでにすずたちにより晴海のアパートへと移されていた。
一同を集め妊娠している胎児は一条の子だと言い張るが、沢村によって悪事を暴かれてしまう。そして、宿した子供を中絶するために沢村と病院に向かう途中に彼女の本心を知った沢村の怒りを買い、車中で気絶させられて妊娠した状態で体育倉庫に監禁される。鉄格子の檻そして跳び箱に幽閉され、さらに「お人形さん」として弄ばれたが、倉庫近くにやってきたすずに対して逃げ出したい一心で発した言葉が元で、真犯人に後から日本刀で刺殺されるが、その後に自宅に隠していた情報が真犯人逮捕の手がかりとなる。幽閉された際に殺害されたため、皮肉にも沢村が彼女に対して言った「ここからもう一生出ることはありません」は現実のものとなった。一条家連続殺人事件の4人目の犠牲者。
園田 真弓
演 - 西田彩香
すずの従姉妹(父とすずの母、陽子が実の兄妹となる)。年下ダンサーと駆け落ちした京子に捨てられた後、すずと同じく家なき子になり、募集の張り紙を見て一条家へ。そして絵里花の専属メイドとして住み込む。屋敷内・校内と主人である絵里花の腰巾着となり、すずと千穂に嫌がらせをする。特にすずに対しては、兄、公昭の事故死、一家離散の原因と思い込み、激しい憎悪の念を抱き、関わった者はみな破滅する疫病神と涙ながらに罵る（あながち間違いとも言えず現にすずも真弓以上に卑怯な手を使っていることもある）。しかしすずの持つ強靭な精神力と洞察力に対しては徐々に一目置くようになり、絵里花が真犯人に拉致された際には真っ先にすずを頼り、現場へ向かう際に倉田の手を引くなど協力的な態度を見せるようになる。人気投票に自分の名前を書く等、コメディリリーフとしての一面も多く見られる他、兄の死を悲しむなど人間らしい一面も覗かせる。屋敷の火災の後の動向は不明。（第2話からの登場）
月田（つきた）
演 - 菅田俊
和幸の扮する氷室の右腕のヤクザとして振る舞っていたが、実は和幸を監視するために本物の一条泰造である森山が派遣したスパイ。千穂の殺人計画に荷担するだけでなく、和幸が命を狙うすずや晴海など、小百合以外に一条家の財産を相続する可能性のある者全員の抹殺のために動く。和幸が千穂をピラニアの水槽に落として殺害しようとした際、絵里花をピラニアの水槽に落として殺そうとし、和幸には見間違えたと弁解をしている。すずを抹殺するために、黒崎の元へ輸血用血液を運ぼうとするリュウを車で轢き、瀕死の重傷を負わせる(リュウの死の原因となる)。最終話で森山の命令により晴海とすずを拉致。2人を地下室に閉じ込めて放火。脱出したすずを一条ともどもに殺害しようと銃口を向けるが、駆け付けた刑事に狙撃され逮捕される。
尾上 シメ（おのうえ シメ）
演 - あき竹城
一条家のメイド頭。気性が激しく、相手によって態度を変化させる。初期はすずに媚びていたが絵里花の言葉で一転。まもなくやってきた千穂を含めていじめを展開。他にも部下である松井にも横柄で暴力的な態度を取る。武道をたしなんでおり、絵里花の手先として、真弓と共にすずと千穂に暴力をも含む嫌がらせを展開。実は麗子の死後、彼女の宝石を盗み、真弓に見つかりそうになると、麗子殺しの犯人に関わる証拠と嘘をつく。この為に真犯人によって殺害される。この時に所持していた麗子殺害の証拠を盾に切り抜けようとするが、日本刀で足を切られ、ピラニアの水槽に落とされている（宝石盗難を最初に騒ぎ出した人物でもあり、隠していた宝石が死後に見つけ出され、窃盗が発覚した様子）。一条家連続殺人事件の3人目の犠牲者。殺害現場にはMの血文字が残され、そのことから犯人はイニシャルが「M」の人間とも考えられたが、実際は犯人自身が残したものであり、MOTHER＝母親を意味していた。
松井（まつい）
演 - 白石玲子
一条家の住み込みのメイドで20代前半。失敗を理由に尾上に殴られたこともある。柔らかい物腰と穏やかな印象の美人で、心優しい性格。他使用人からいじめを受けるすずに対しても「お嬢様」と呼び、身の回りの世話などをおこなっていた。中学生の頃に一条家傘下の企業社員であり、麗子の部下だった父が殺人の罪を被った末に自殺した為、周囲から後ろ指をさされてしまい、高校進学・就職を断念せざるを得なくなった過去・「犯人を見た」という尾上の言葉を立ち聞きしたことと、尾上のダイイングメッセージと自身のイニシャルが一致する等の偶然が重なった事から麗子と尾上殺害の嫌疑を掛けられる。絵里花に部屋を荒らされ、暴言と暴力、そして法務大臣に司法浪人中の恋人へ嫌がらせを依頼すると罵られるなどの嫌がらせを受けた直後「無実を信じる」と励ましの言葉を掛けたすずに対して、「一条家にはむしろ感謝している」と告げて笑顔を見せるが、間もなく屋敷内で自殺。すずを悲しませる。
メイド達
演 - 寺田千夏　崎田美也　石黒ゆみ子　
一条家で働いている。メイド頭の尾上、そして絵里花の腰巾着として弱い者へのいじめに加担。すずと千穂への暴力行為を傍観したり麗子と尾上殺害の容疑を掛けられた松井に対しても罵詈雑言を浴びせる。
圭太
演 - 松田勝
前作の中盤で描かれた私立小学校の校長への傷害罪により逮捕後、服役していたが、模範囚として短期間で出所後、一条家の専属運転手を務めていた。偶然、見かけたすずを救出し、光江の死を知らせた上で、すずを屋敷に乗り込ませている。何かとすずの味方をした為に絵里花から反感を抱かれたり、尾上から見下される。殺人容疑を掛けられたすずを庇ったことが元でブレーキに細工をされて、事故に見せかけて殺される。一条家連続殺人事件の2人目の犠牲者。誕生祝いとしてカチューシャをすずにプレゼントしようとしており、警察署の霊安室で警察官からすずに手渡された。

#### 木崎家
表の顔・木崎 和幸（きざき かずゆき）／裏の顔・氷室 龍一（ひむろ りゅういち）
演 - 萩原流行
麗子の夫で絵里花と千穂の父。少年時代、父親は窃盗などで服役を繰り返しており、母も恋人と駆け落ちした為に盗みをしながら暮らして来た。クリスマスプレゼントを渡す為に脱獄した父を警察官と誤解し殺害。その後、工場に就職し、同僚の女性（千穂の実母）と恋仲になるも彼女を捨て、裏社会の住人になる。そして自身の出自などを偽装し麗子を騙して結婚。木崎家の婿養子となり、娘の絵里花をもうける。(旧姓は不明)同時に一条財閥の常務に就任。表向きは穏やかな印象だが、麗子とは不仲で恭子とは公然の愛人関係。絵里花には甘い顔をする事もあるが、内心では財産乗っ取りの道具扱い。そして、会いに来た元恋人と千穂にも手切れ金を突きつける等、冷酷な拝金主義者であり、言動に優しさは感じられない（のちに千穂の殺害を企てるが月田の策略で失敗）裏社会ではヤクザのボス氷室として暗躍しており、悟志に接近。すずの抹殺を企て、手術用の血液を盗み出すが、リュウと悟志の命懸けの行動により奪い返される。その姿に動揺している最中、千穂に背後からナイフで刺され、「俺も、例外ではなかったというのか…」と自身が殺人のターゲットにされる事を知らず呟きながら息絶える。一条家連続殺人事件の5人目の犠牲者。（第12話まで）
木崎 麗子（きざき れいこ）
演 - 生田悦子
和幸の妻で絵里花の母。一条泰造の妹の娘である為、小百合とはいとこ同士となる。和幸を婿養子として迎え入れる形で木崎家を継ぎ(素行調査などをした様子はない)絵里花を出産。一条家関連企業の運営にも携わっており、松井の父を始めとする社員達に殺人の強要など冷酷な仕打ちをおこなった。そして周囲の者を口汚く罵る。具合が悪く学校を欠席した千穂にメイドの手伝いを強要するなど日常的に派手で傲慢な面がみられる。夫・和幸に対しては、皆の前で「役立たずの婿養子」呼ばわり。葬儀直後、和幸は愛人の恭子とホテルで関係を持っており、その後に絵里花からも「宝石を貸してくれなかったのが殺したい程、憎かった」などと言われてしまう程、家族仲は冷えていた。食事中、真犯人に空き缶とアイスピックのトリックで胸をアイスピックで刺される形で殺害され、一条家連続殺人事件の最初の犠牲者となる。葬儀は仏教形式でおこなわれている（第1・2話のみ）
木崎 絵里花（きざき えりか）
演 - 榎本加奈子
和幸と麗子の一人娘。千穂とは異母姉妹、晴海は再従兄にあたる。一条泰造の妹の孫(大姪)に当たることもあり、一条家の暫定相続人に指名されており、同時に修学館中等部に在籍（生徒会副会長に就任）。可愛らしい容姿で一部の男子生徒からは人気がある様だが、校内・屋敷内と腰巾着たちを従えて堂々と弱い者いじめをする等、高慢な振る舞いが見られる。しかし、両親の愛情を感じられずに育った様子もうかがえ、母の死にショックを受け逆上。一緒に撮影した写真を眺めて涙をこぼしたり、父に晴海への恋愛感情を訴え、甘える場面もある。相手を罵る際に大仰な比喩表現を用いる癖があり、「絵里花がたとえてあげる」という榎本の台詞は本シリーズの定番演出のひとつとなっている。血縁を知らずに晴海に心惹かれ、押し切る形で婚約するが、のちに破棄。最終的に、一条家連続殺人の真犯人にして自身の異母姉妹であった千穂の積年の憎悪と怨みによる復讐の標的となり、殺されそうになるが、すずたちの説得で命拾いする。

#### 小村家
小村 千穂（こむら ちほ）
演 - 中山エミリ
私生児として生まれ、母と2人暮らしだったが、父・木崎和幸に会いに行った直後に母が過労死（精神的ショックもあった様子）身元を引き受けた小村家で虐待を受けて育った。時には保身の為に他人を陥れる嘘をついたり、絵里花の策略等ですずと距離を置いてしまうなど、弱さと周囲に流されやすい面も見られたが、黒岩に恋をしたり、絵里花にいじめられているすずを命がけで守り、怪我をするなどの変化が次第に現れる。すずと同様に氷室に扮した和幸から命を狙われるが、黒岩や月田に守られ難を逃れる。しかし、実は彼女こそが連続殺人事件の真犯人であり、利害関係の一致する月田らと共謀して一条家・木崎家の関係者など合計5人（麗子・圭太・尾上・恭子・和幸）らを殺害。松井も彼女の証言が元で嫌疑を掛けられ、自殺に追い込まれている。和幸が悟志の死に際の「人は金に負けない」という言葉に憑りつかれ涙を流す場所に居合わせ、和幸から「そうは思わないだろう？お前だって、一条家の財産が目的で潜り込んだのだから」と問われる。このことからも、一条家に暮らすようになってから、人知れず父・和幸とは会話をしていた模様。その場で和幸を殺害した直後に、特に憎悪を抱いていた異母姉妹の絵里花を、月田たちを使いビル屋上に拉致。暴力行為の末に殺害を企てる。到着したすずに説得されるも、気持ちが収まらず弓を引いてしまう（弓を使ったのは、すずをかばう際に絵里花に矢を左肩に射られたことも関係している）が、黒岩に阻止された上にプロポーズをされて正気を取り戻し、贖罪の道を選び警察へ連行されてゆく。小村夫妻とは同姓だが、繋がり・養子縁組の有無、母のフルネームなどは不明。
小村 謙二 （こむら けんじ）
演 - 秋野太作
千穂の養父で、印刷工場を経営している。和幸とは旧知の仲で、工場経営の資金の融資なども受けており、話を聞きつけて一条家の財産を狙い千穂を一条家に乗り込ませた張本人。身寄りを亡くした千穂を引き取っているが、学校にも行かせず虐待を加える。その中には性的虐待も含まれており、入浴中の千穂を襲撃したり、冴子に「千穂が誘惑した」と嘘をついたりする。この時、千穂を救出に来たすずにガソリンを撒かれた上で自宅兼工場を放火される。（第１・3話のみ）
小村 冴子（こむら さえこ）
演 - 大島蓉子
小村の妻で千穂の養母。経済的な理由などから千穂を疎み、ヒステリックに虐待していた。千穂が風呂場で謙二に対して色仕掛けをしたと誤解しデッキブラシで身体をこする等の暴力を振るった。千穂を救出し､家を去ろうとしたすずを「悪魔め」と罵倒した事で彼女の怒りを買う。（第3話のみ）
小村 由佳里（こむら ゆかり）
演 - 関口貴美子
小村家の一人娘（千穂と同年代の様子）。両親同様に意地の悪い性格。インクをかけた白飯を「インクカレー」と称し、千穂に無理矢理食べさせようとするなどの虐待をしていた。この「インクカレー」の虐待は、のちに千穂自身が絵里花への報復へと引き継がれる。父の事も好いておらず、話しかけられた時も冷淡な態度で接する（第3話のみ）

#### 学校関係者など
黒岩 剛（くろいわ つよし）
演 - 草彅剛 (SMAP)
晴海の先輩。晴海と同様に修学館高等部に特待生として在学するボクサー志望の少年。一条家が建設するゴルフ場の予定地にかつて住んでおり、一条家が用意した移住地に移り住んでから公害で両親を亡くし、貧しい生活の中幼い弟妹たちを育てている。当初は見栄を張って金持ちの息子だと嘘をついたり、すずを麗子殺害の犯人だと決めつけ憎悪したり、絵里花に片想いをしたりするような言動も見られたが（実際は復讐の為に絵里花に近づいて利用しようとしたが失敗したと発言している）、千穂に想いを寄せられ変化していく。晴海には激しい敵愾心を燃やし、試合中の殺害計画を立てたこともあるが、インターハイ決勝戦を経て和解。最終回では千穂の前に立ち塞がり、彼女の凶行を阻止。負傷しながらも本心を伝える。事件解決後、リュウの生んだ仔犬の里親になった事が歩のセリフで語られる。
滝川 純
演 - 篠原俊晴
すずの元恋人。実父の死後、母と共に渡米していたが、新しい父の仕事の都合で帰国。修学館中等部に転入し生徒会長となる。滝川という姓が実の両親のどちらの姓なのか、養父と母は正式に結婚しているのか等は不明。すずの過去と素性を知っている為、周囲が疑う「すずが嘘をついて財産を狙っている」事を確信。裕福な暮らしに慣れてしまった事もあり、再会を喜んだすずを疎み、当時を思い出したくない・話しかけないで欲しいと言ったり、晴海から「勉強しか出来ない青びょうたん」と嘲笑されたり、片想いをしていた絵里花の手先として、すずに負傷させ、偶然、それを知った晴海に叩きのめされるなど、かつての純朴さ、心優しい面影は見られない。絵里花に誘われてキスをしたところを、すずに目撃され、後を追うが、その直後に自身が絵里花に騙されて利用されていた、本心では嫌悪されていたことを知ってショックを受ける。その後の動向は不明。
沢村（さわむら）
演 - 大澄賢也
修学館中等部の教員で、すずと真弓のクラス担任となる（担当教科は数学）。生真面目で神経質な面と同時に、一条らの目を気にする言動など性格に裏表を持ち、熱血漢のような言動と裏腹に、すずに言いがかりを付けて廊下に立たせる・麗子殺しの容疑を掛けられたすずに対して、教室から座席をどかした上で人殺し呼ばわりをする・目前で起きているいじめを見逃す等、生徒同士のいじめにも荷担など問題行動が多い。
白石恭子と交際をし、彼女の妊娠を知ると結婚を望むが、実は一条家の財産狙いの為に利用されていたと知って逆上。一条家へと乗り込み、自身の本当の血液型がA型である事を一同の前で告白。「愛なんかいらないのよ!私が欲しかったのは、一条家の財産だけ」と告げられ、妊娠中絶すると言う彼女を体育倉庫に監禁。コスプレをさせて暴力を振るうなど、異常性癖を表出させ、結婚を迫る。のちに彼女が殺害された為、拉致と監禁が発覚。到着した倉田に現行犯逮捕。連行されてゆく。
小野寺
演 - 庄司永建
修学館学院の学長。白石に連れられて来たすずに担任だとして沢村を紹介している
修学館中等部1年D組生徒。
すずと真弓のクラスメイト。一部は絵里花の取り巻きとしてすずと千穂に暴力を振るうなどの嫌がらせをしている。
藤田美紀、小野智子、矢野櫻、末永絵里香、生田麗、石塚絵美、葛西摩利、加藤愛子、加納明菜、工藤純子、久保伸代、小林泰奈、鹿野菜々美、四島知香、島岡彩、白田亜沙子、杉田香織、鈴木綾、鈴木瑠美、武田朋花、平本貴子、細渕絵里香、松本　　恵（松本　莉緒）、峰　由樹、向山真夢、安田芽衣子

#### 警察関係者
倉田 智浩（くらた ともひろ）
演 - 嶋田久作
所轄の刑事主任（警部補）で片島智之の実兄。就職後は実家との交流はなく、父にも思い出されない程に疎遠ではあったが、年の離れた弟を気に掛けていた事もあり、弟を殺害したのはすずであるという思い込みから復讐目的ですずに付きまとうが、同時期に起きていた一条家絡みの事件を追う中で真実とすずの本心を知り、次第に周囲に対しての理解者となってゆき、すずが小百合の前で「死ぬのが怖い」と病魔に怯えていたのを心配したり、すずを救出した歩に「晴海に知らせる様に」と指示するなど根は心優しい性格。しかし悟志に対しては弟への強請行為、彼を逮捕する事になったすずに対しての殺人未遂を理由に不信感を拭うことが出来ず、すずが殺されそうになっても尚、悟志
を庇い続ける事を危険視し、取り調べの最中に「すずが『もう私には父はいないと伝えて欲しい』と言った」等、嘘をつくなどをして父娘を引き離そうとしたこともあるが、拘留中に話して聞かせた言葉が、のちに悟志を動かす事になる。晴海の父とは親友同士だったが、片想いをしていた小百合の関心が彼に向いてからは距離を置く様になっていた。そして6年ぶりに来訪した牧村宅で火災に遭遇。この時に小百合を救出する際に負った火傷が元で失明している。のちに地下牢から小百合を救出してすずと晴海に世話を依頼した事がある。最終回の火災発生時、月田達を逮捕した直後、地下に閉じ込められた晴海を追っていこうとするすずを叱りつけ、他警察官とともに外へ連れ出している。寡黙で厭世的な雰囲気が漂うが、最後は旅立つすずを黒崎と共に明るい笑顔で見送った。ジョーというシェパードを連れている事が多く、後にリュウと恋に落ちる（第3話からの登場）。
倉田の相棒の刑事
演 - 大西正昭
所轄の刑事。事件発生時は倉田と行動を共にする事が多い。絵里花誘拐時、すずの証言などから皆と一緒に現場に直行。そこで犯行を自供した千穂の身柄を確保し、手錠を掛けようとするが倉田に制止される。月田を逮捕後、一条を背負って救出したり、炎の中に飛び込もうとするすずを倉田と一緒に取り押さえている。

#### その他
美加（みか）
演 - 田中玲香
千穂と同時期に孫娘候補として一条家にやって来ていた少女。和幸から手切れ金として渡されそうになった財布は一瞬、ためらうも同伴の男から「はした金」と言われ受け取らなかった。しかし尾上からピラニアの水槽を見せられた際、「一条家の娘になんかなりたくない」と言い残し、一目散に逃げ出してしまう。（第1話のみ）
美加を連れてきた男
演 - 山本耕一
「一条家の本当の孫はこの子」だと、美加を連れて現れた。麗子からは一条家の遺産に群がるハイエナと罵られる。控えめな性格の美加を、半ば無理やり一条家の孫娘として送り込んでいるような描写がみられる。美加との続柄は不明。（第1話のみ）
岬 祥司（みさき しょうじ）
演 - 小橋賢児
岬財閥の御曹司という触れ込みでボクシングを嗜んでおり、インターハイの神奈川代表選手と称しているが、その実力は晴海や黒岩には及ばず、黒岩と対戦した際は自身の拳を砕かれてしまった。すずに交際を申し込んだ直後、絵里花に婚約祝いの言葉を述べるが、用済みだとして札束をつきつけられる。その後の動向と、本人の素性などは不明（絵里花によって雇われた別れさせ屋の可能性が高い）。（第8話のみ）
ホステス
演 - 原久美子
悟志が出かけた先の店で知り合う。陽子の面影を持つとして悟志の気持ちを掴むも、実は氷室と手を組んだ美人局。
石井
演 -久松夕子
小百合が晴海を出産をした医院を経営。小百合の秘密を聞き出そうとした和幸に嫌な顔をするが、金を渡されて無言で当時のカルテを出す。
金田一一
演 - 堂本剛（ノンクレジット）
最終回、インターハイ直後の晴海を呼び止めて励ますが、「もうボクシングはやめた」と返され、気まずそうにその場を立ち去る。

### 主題歌
- 中島みゆき「旅人のうた」（ポニーキャニオン）
  - 原盤権はヤマハミュージックパブリッシングが所持しているため、現在は移籍先であるヤマハミュージックコミュニケーションズから発売された。
- 挿入歌：安達祐実「風の中のダンス」（ビクターエンタテインメント）

### 放送日程・データ
| 第1話                                                      | 1995年4月15日 | 幸せを盗め! 愛を奪え! 哀しい親子の呪われた旅路!  | 24.5% |
| 第2話                                                      | 1995年4月22日 | 邪魔物は消せ! 氷の微笑に秘められた醜い愛情の殺人 | 21.8% |
| 第3話                                                      | 1995年4月29日 | 悪魔の仮面! いじめの嵐に炎の友情を誓う小さな命!  | 21.0% |
| 第4話                                                      | 1995年5月06日 | 天使の同棲! 車椅子の罠に泣く娘の地獄             | 19.8% |
| 第5話                                                      | 1995年5月13日 | 哀しい誕生日! 愛犬の裏切り                       | 23.6% |
| 第6話                                                      | 1995年5月20日 | 背徳のメス! 奇跡の医師登場!                      | 22.2% |
| 第7話                                                      | 1995年5月27日 | Mの悲劇! 家政婦の死の秘密!                       | 18.1% |
| 第8話                                                      | 1995年6月03日 | 魂を売った美少年! 哀れすずに病魔!?               | 20.8% |
| 第9話                                                      | 1995年6月10日 | ああ無情! リュウの涙! 父のために死す             | 19.7% |
| 第10話                                                     | 1995年6月17日 | 呪われた命! 今暴かれる一族の血の秘密             | 23.5% |
| 第11話                                                     | 1995年6月24日 | 魔性の殺人! 遂に真犯人が…愛犬が出産              | 23.2% |
| 第12話                                                     | 1995年7月01日 | 愛犬リュウの死! 悪魔の父も娘のために命を捨てた…  | 22.4% |
| 最終話                                                     | 1995年7月08日 | さよなら家なき子! 愛犬の遺言…天国の母の胸で眠れ  | 31.5% |
| 平均視聴率 22.5%（視聴率は関東地区・ビデオリサーチ社調べ） |               |                                                  |       |

### 備考
- 前作以上に過剰ともいえる演出に対し視聴者から批判的な意見が寄せられた。特にご飯にペンキ（インク）をかけて相手に食べさせるシーンが放送された後、読売新聞に「内容が過激すぎる」「食べ物を粗末にするな」といった視聴者からの意見が掲載された[4]。
- 本放送時にはBGMとしてビル・コンティ作曲の「ロード・ワーク」（映画『ロッキー』挿入曲）が流用されていたが、ビデオソフトでは別の曲に差し替えられている。

## 受賞歴
- パート1（1994年）
  - 第1回ザテレビジョンドラマアカデミー賞[5][6]
    - 最優秀作品賞
    - 主演女優賞（安達祐実）
    - 主題歌賞（中島みゆき）
    - ザテレビジョン特別賞（ピュンピュン&池田動物プロダクション）
- 劇場版（1995年）
  - 第18回日本アカデミー賞[7]
    - 優秀主演女優賞（安達祐実）

## スタッフ
- 製作著作 - 日本テレビ放送網
- 企画・原案 - 野島伸司
- 企画協力・監修 - 野島事務所
- 協力プロデューサー - 松本和久（野島事務所）、広瀬洋二郎（サンミュージック）

### TVシリーズ
- パート1脚本 - 高月真哉、いとう斗士八
- パート2脚本 - 山崎淳也
- 演出 - 細野英延、萩原孝昭、大平太（パート2のみ）
- 音楽 - 千住明
- 音効 - 菊池昇
- 技術協力 - NTV映像センター、生田スタジオ
- プロデュース - 佐藤敦、井上健（パート1のみ）
- チーフプロデューサー - 小杉善信

### 劇場版
- 総指揮 - 氏家齊一郎
- 製作指揮 - 漆戸靖治
- 製作統括 - 萩原敏雄、早川恒夫（バップ）
- 製作 - 高橋博、白石重昭
- ゼネラルプロデューサー - 小杉善信、武井英彦
- アソシエイトプロデューサー - 伊藤和明、松本和久（野島事務所）、広瀬洋二郎（サンミュージック）
- 脚本 - いとう斗士八、細野英延
- 音楽 - 千住明
- オープニング作曲 - 宇崎竜童
- 撮影監督・VFXスーパーバイザー - 阪本善尚
- 照明 - 高野和男
- 美術 - 徳田博
- 録音 - 小野寺修
- 編集 - 奥原好幸
- 助監督 - 北川敬一
- 特殊メイク - 江川悦子
- 効果 - 斉藤昌利（東洋音響カモメ）
- 技闘 - インフィニティプロモーション
- カースタント - スーパードライバーズ
- 特殊効果 - 太平火薬効果
- 松本ロケ協力 - テレビ信州
- タイトル - マリンポスト
- 現像・ハイビジョン技術 - IMAGICA
- プロデューサー補 - 大平太、栗原いそみ、井浪達也
- プロデュース - 佐藤敦、奥田誠治、小橋孝裕
- 制作協力 - にっかつ撮影所
- 特別協力 - キグレNewサーカス
- 製作協力 - バップ
- 監督 - 細野英延
- 製作 - 日本テレビ放送網株式会社
- 配給 - 東宝

## 総集編
- クリスマススペシャル「家なき子アゲイン」（1994年12月24日、日本テレビ） - 1作目総集編。映画公開時期に合わせて放送された。
  - 家なき子 総集編（1995年12月30日、日本テレビ）
  - 家なき子リターンズ'95（1996年1月6日、日本テレビ）

## 備考
- 本作で警官を演じた斎藤洋介は家なき子のインタビューで「今回も意地悪な役ですか?」と問われ、「そうですね。意地悪（『人間・失格』の体罰教師役）が板についてきた感じ」と答えた。
- 相沢すずを執拗に苛める伯母・園田京子役を演じた小柳ルミ子が、出演は3週だけだったが、小柳本人にとっては初の苛め役で話題を呼んだ。 インタビューで「絶対に弱みを見せないで頑張りましたね」と安達を評価したこともある。
- 本作の小説化・漫画化作品は原作つき作品でないにもかかわらず、児童文学の『家なき子』と区別するためもあり、『家なき子・テレビドラマ版』『平成版家なき子』というタイトルになっている。
- 暴力的な表現が多く、またジャニーズ所属の人物も出演して版権交渉の難しさもあったが、当時のドラマとしては珍しく映像ソフト化（VHSビデオ、3部作全て）された。現在は廃盤となっている。DVD化・Blu-ray化は2021年現在行われていないものの、オンデマンド配信などで視聴することが可能。
- 人気を博したため、第一作目が放送された1994年の年末にはダイジェスト版も放送された。
- 劇中では、守銭奴を『ウルトラQ』に登場する怪獣カネゴンに喩える描写が多い。
- 毎年春と秋に日本テレビで放送されていた特番「スーパークイズスペシャル」では家なき子チーム（1994年春）と家なき子2（1995年春）チームで出場したが、どちらとも総合優勝を決めている。複数優勝をしているのはこのチームとクイズ世界はSHOW by ショーバイ!!チームのみである。
- 安達が演じる主人公・すずのオーバーオールと首から下げている大きなガマ口財布はすずのトレードマークになった。犬のリュウ役のピュンピュンを懐かせる為に衣装のポケットとガマ口にはピュンピュンの好物である鶏ささみの燻製[1]やカワハギやさきいかなどを忍ばせていた。
- ピュンピュンには、リハーサルの段階でトレーナーが何度も餌で誘導して作中で必要な芝居を一通り覚えさせた。本番の撮影では上記のすずのガマ口に好物を入れることで、彼女に従ってリュウが動いているように見せた。一般的に動物を使ったドラマの撮影現場では、上手く動いてくれずに撮影が一時中断することがあるが、ピュンピュンは自然な演技が上手かったため、彼女が原因で撮影が止まることはなかった[1]。
- 1994年12月16日放送の『金曜ロードショー（現:金曜ロードSHOW!）』で『REX 恐竜物語』が放送された際に安達が解説内でゲスト出演し、この放送日の翌日に公開される本作品の劇場版の予告が流れた。
- 本作放送後の1996年にフジテレビ系列で放送された『家なき子レミ』は本作の影響で原作や1977年版では少年だった主人公レミが少女に変更された。尚、当初レミ役に安達を配役する案もあったが、安達サイドの方で断られたという。
- 2001年4月1日に放映された「フードファイト　香港死闘篇」には黒崎和彦が登場する。また同作には安達も出演しており、「同情するなら金をくれ！」と広東語で言うシーンもある。
- 2011年8月20日に放送された「24時間テレビ」での深夜コーナー「恥ずかし映像No.1決定戦」内にあき竹城が出演した際、「2」に出演した時の映像が使われたことがある。
- 2012年に放映されたサントリー「伊右衛門・御飯がおいしいお茶」のCMに母・陽子とすずの夕食シーンが使われた。
- 本作の原案を担当した野島伸司は、まず『フランダースの犬』をオマージュした、貧しい子供と愛犬の関係を現代に蘇らせたような話として企画を考えた。ただしかわいそうな子供を主役にするのではなく、悪ガキな女の子が卑怯な大人たちを倒して困難な壁を乗り越えていく、という社会性のあるものにした。キャスティングの際、野島は「この女の子の役を演じられるのは、安達祐実しかいない」と考えたため、そのまま起用が決まった[1]。
- 本作は、主人公である女子小学生（すず）が、第1話から「クラスメイトの金を盗んだあと警察官を騙してピンチを切り抜ける[注 31]」というシーンがある。それまでのドラマにはないような衝撃的な内容がその後も続き、視聴者からは「面白い」という反応がある一方、苦情や叱りの電話が毎回100件以上は当たり前となった。このため、放送期間中は土曜21時になると、クレーム対応の電話対応係としてドラマスタッフが5～6人待機した[1]。
- 「同情するなら金をくれ！」という台詞はプロデューサーの佐藤敦の過去の発言が元ネタ。過去に日活が倒産して手形の不渡りが出た頃、同社に所属していた佐藤は社員の1人として関係先に謝罪に訪れた。知人から慰めの言葉をかけられた佐藤は、「同情するならカネをくれよ」と愚痴った。その後、野島にこの話をした所、「その言葉面白いからドラマに使おうよ」という話になり、本作の台詞として使われることになった[1]。
- すずの父親・悟志が阪神や西武の野球帽を被っているのは、内藤剛志が妖しいおじさんを演出するため自らが提案した[1]。
- 菅井きんは、それまで“国民のおばあちゃん”のような存在で、本作ではあくどい窃盗団の親玉の“ババァ”役を好演[1]。作中の“ババァ”が杖ですずを叩くシーンでは、安達は衣装の下にパッドを着ていたが、撮影が終わると菅井はすぐに彼女を優しく抱いて「大丈夫、大丈夫？」と体をさすっていた[1]。
- 2020年7月1日に放送された「有吉の壁」での『「名作の壁」を越えろ! 水曜ロードショー』のコーナー内にて、さらば青春の光の森田哲矢が、安達が主演の映画『REX 恐竜物語』のレックスに扮し、その後にやってきた相方の東ブクロが安達に扮して登場した際にドラマ内で発言した名台詞「同情するなら金をくれ！」と発し、作品が違うことを森田にツッコまれるパロディコントを披露したが、有吉弘行からの判定は「×」を受けてしまう。

## 関連商品

### サウンドトラック
NTV Drama Original Sound Track「家なき子」（ポニーキャニオン、発売日: 1994/5/20）
| 収録曲（タイトル）／作曲など | 収録曲（タイトル）／作曲など     | 収録曲（タイトル）／作曲など |
| ---------------------------- | -------------------------------- | ---------------------------- |
| 1                            | 遥かなる旅                       | 作曲：千住明                 |
| 2                            | 罪と罰（ピアノ・ソロ）           | 作曲：千住明                 |
| 3                            | 同情するなら金をくれ!            | 作曲：千住明                 |
| 4                            | 孤独な戦争                       | 作曲：千住明                 |
| 5                            | すずの初恋                       | 作曲：千住明                 |
| 6                            | 無邪気ないたずら                 | 作曲：千住明                 |
| 7                            | 心がわり                         | 作曲：千住明                 |
| 8                            | たたかい                         | 作曲：千住明                 |
| 9                            | 欲望                             | 作曲：千住明                 |
| 10                           | 抱擁                             | 作曲：千住明                 |
| 11                           | 秘めた過去                       | 作曲：千住明                 |
| 12                           | 罪と罰                           | 作曲：千住明                 |
| 13                           | 空と君のあいだに（ピアノ・ソロ） | 作曲：中島みゆき             |
| 14                           | 死なないで                       | 作曲：千住明                 |
| 15                           | 衝撃                             | 作曲：千住明                 |
| 16                           | 信じること、愛すること、         | 作曲：千住明                 |
| 17                           | 明日に向かって靴みがき           | 作曲：千住明                 |
| 18                           | 恐れ                             | 作曲：千住明                 |
| 19                           | 笑顔の幸せ                       | 作曲：千住明                 |
| 20                           | 不安な日々                       | 作曲：千住明                 |
| 21                           | 愛が失われる                     | 作曲：千住明                 |
| 22                           | 恋におちて                       | 作曲：千住明                 |
| 23                           | 空と君のあいだに（インスト）     | 作曲：中島みゆき             |

「家なき子2」オリジナル・サウンドトラック（ビクターエンタテインメント、発売日: 1995/6/7）
| 収録曲（タイトル）／作曲など | 収録曲（タイトル）／作曲など                     | 収録曲（タイトル）／作曲など      |
| ---------------------------- | ------------------------------------------------ | --------------------------------- |
| 1                            | 優しいおかあさん                                 | 作曲：千住明                      |
| 2                            | 屋敷の秘密                                       | 作曲：千住明                      |
| 3                            | 純の裏切り                                       | 作曲：千住明                      |
| 4                            | 呪われた屋敷                                     | 作曲：千住明                      |
| 5                            | 気づかぬうちに                                   | 作曲：千住明                      |
| 6                            | とおせんぼ                                       | 作曲：千住明                      |
| 7                            | すずと絵里花                                     | 作曲：千住明                      |
| 8                            | 静かな奇声                                       | 作曲：千住明                      |
| 9                            | 座敷牢の女                                       | 作曲：千住明                      |
| 10                           | 眠れ愛し子                                       | 作曲：千住明                      |
| 11                           | 苦悩の時                                         | 作曲：千住明                      |
| 12                           | 旅人のうた（インストゥルメンタル・ヴァージョン） | 作曲：中島みゆき                  |
| 13                           | あかずの間                                       | 作曲：千住明                      |
| 14                           | へんな味方                                       | 作曲：千住明                      |
| 15                           | 霧の彼方に                                       | 作曲：千住明                      |
| 16                           | 衝撃の闇                                         | 作曲：千住明                      |
| 17                           | 許せない                                         | 作曲：千住明                      |
| 18                           | 悲しみの涙                                       | 作曲：千住明                      |
| 19                           | しのびよる陰謀                                   | 作曲：千住明                      |
| 20                           | 母として                                         | 作曲：千住明                      |
| 21                           | 晴海の秘密                                       | 作曲：千住明                      |
| 22                           | 私は死ぬの?                                      | 作曲：千住明                      |
| 23                           | 午後の公園                                       | 作曲：千住明                      |
| 24                           | 恐ろしい夜                                       | 作曲：千住明                      |
| 25                           | すずの発病                                       | 作曲：千住明                      |
| 26                           | 罪とは?罪とは?                                   | 作曲：千住明                      |
| 27                           | 恋に落ちた日                                     | 作曲：千住明                      |
| 28                           | 風の中のダンス                                   | 作詞・作曲：大貫妙子 歌：安達祐実 |

### ノベライズ
- 野島伸司『平成版 家なき子〈上巻〉』新書、ワニブックス、1994年5月、ISBN 978-4847031069
- 野島伸司『平成版 家なき子〈下巻〉』新書、ワニブックス、1994年8月、ISBN 978-4820395164
- 野島伸司『家なき子〈映画版〉― みなし子すずの哀しい旅』単行本、日本テレビ放送網、1994年12月、ISBN 978-4820394419
- 野島伸司・山崎淳也『家なき子 (2-上) 』新書、日本テレビ放送網、1995年6月、ISBN 978-4820395157
- 野島伸司・山崎淳也『家なき子 (2-下) 』新書、日本テレビ放送網、1995年8月、ISBN 978-4820395164

### コミカライズ
- 沖倉利津子『家なき子 ― テレビドラマ版(上)』単行本、日本テレビ放送網、1994年12月、ISBN 978-4820394297
- 沖倉利津子『家なき子 ― テレビドラマ版(下)』単行本、日本テレビ放送網、1995年3月、ISBN 978-4820395041
- 沖倉利津子『家なき子〈映画版〉― みなし子すずの哀しい旅』単行本、日本テレビ放送網、1995年7月、ISBN 978-4820395218
- 沖倉利津子『家なき子2 ― テレビドラマ版コミックス(上)』日本テレビ放送網、1995年12月、ISBN 978-4820395461
- 沖倉利津子『家なき子2 ― テレビドラマ版コミックス(中)』日本テレビ放送網、1996年2月、ISBN 978-4820395478
- 沖倉利津子『家なき子2 ― テレビドラマ版コミックス(下)』日本テレビ放送網、1996年4月、ISBN 978-4820395485

### ゲーム
- テレビシリーズ 家なき子 〜すずの選択〜 [プレイディア] 販売元: バップ、発売日: 1995/3/22
  - 第1作のストーリーを基にしたインタラクティブゲーム。メインストーリーの他に、心理テスト的なモードがある。

### セルビデオ
- 家なき子 VOL.1 [VHS] 販売元: バップ、VHS発売日: 1994/7/1、時間: 135分
- 家なき子 VOL.2 [VHS] 販売元: バップ、VHS発売日: 1994/7/1、時間: 135分
- 家なき子 VOL.3 [VHS] 販売元: バップ、VHS発売日: 1994/8/1、時間: 135分
- 家なき子 VOL.4 [VHS] 販売元: バップ、VHS発売日: 1994/8/1、時間: 135分
- 家なき子 (劇場版) [VHS] 販売元: バップ、VHS発売日: 1995/4/1、時間: 93分
- 家なき子2 VOL.1 [VHS] 販売元: バップ、VHS発売日: 1995/7/1、時間: 90分
- 家なき子2 VOL.2 [VHS] 販売元: バップ、VHS発売日: 1995/7/1、時間: 90分
- 家なき子2 VOL.3 [VHS] 販売元: バップ、VHS発売日: 1995/8/2、時間: 90分
- 家なき子2 VOL.4 [VHS] 販売元: バップ、VHS発売日: 1995/8/2、時間: 90分
- 家なき子2 VOL.5 [VHS] 販売元: バップ、VHS発売日: 1995/8/2、時間: 90分
- 家なき子【劇場版】 [VHS] 販売元: バップ、VHS発売日: 1999/3/25、時間: 93分